# Драний Семен Олексійович

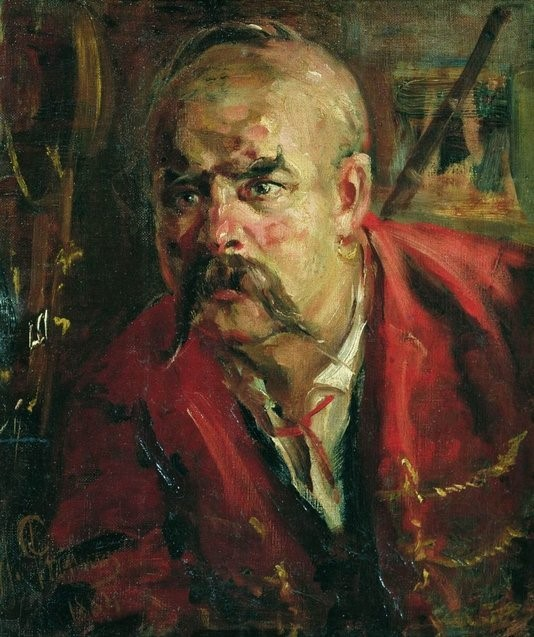
Один з ватажків Булавінського повстання проти Московського царства. Народився та провів дитячі та юнацькі роки в слободі Барвінкова Стінка

Семе́н Олексі́йович Дра́ний (1667—1708) — донський отаман, один з ватажків Булавінського повстання проти Московського царства.
За деякими даними, Семен Олексійович Драни походив з міста Барвінкове (зараз — Харківська область). На початку виступу Булавіна він був отаманом Старо-Айдарської станиці (зараз — село Старий Айдар, Станично-Луганського району, Луганської області).
Підтримавши повстання Кіндрата Булавіна проти царату, Драний 8 квітня захопив Луганське містечко (зараз — Станиця Луганська, Луганської області), а потім рушив в Черкаськ до отамана повсталого козацтва.
Під час походу проти карателів Долгорукого основною бойовою силою війська Драного були запорозькі козаки. 13 травня 1708 року відбулася Січова Рада, на якій більшість запорожців підтримала пропозицію Булавіна піти на Самару та розорити там усі московські міста. Однак, втрутилися ченці православного Межигірського монастиря. Вони притягли на січовий майдан хрести та євангелія, і почали закликати запорожців не воювати з людьми православної віри. Під чернечим впливом більшість козаків, як наслідок, відмовилася від походу. Лише близько півтори тисячі січовиків не піддалися на єлейні промови ченців і вирушили на Дон, де стали авангардом загону Семена Драного.
Семен Драний очолював військо на найбільш небезпечному напрямку. Перший бій, який Драний виграв, був проти підданих Московії козаків. Запорожці-булавінці напали на Сумський полк українського слобожанського козацтва. Раніше, виступ Булавіна почався саме конфліктом зі слобожанцями: його напад на бахмутські солеварні Ізюмського полку, зробив слобожанських козаків запеклими ворогами повсталих донців.
8 червня на річці Уразовій, поблизу міста Валуйки, козаки Драного вдалися до нічного нападу на розташування Сумського полку. Командир полку та більшість старшини загинули.
Опісля, отаман Драний почав готуватися до вирішального бою з карателями Долгорукого. Але, задовго до початку битви, донські козаки почали тікати від Драного. та шукати помилування у московського царя: отаман загону Сухаревської станиці Іван Наумов написав Долгорукову чолобитну, де приніс «повинну голову» власну, та своїх підлеглих. Схожі настрої з'явилися і в донської повсталої старшини.
Наприкінці червня війська Семена Драного взяли в облогу місто Тор (зараз — Слов'янськ, Донецької області). Туди ж підтягнулися й царські війська, в тому числі й Ізюмський полк під проводом Федора Шидловського.
У ніч з 2 на 3 липня біля села Крива Лука (неподалік від Слов'янська) відбулася запекла битва. Двадцятитисячний царський корпус розтрощив загін Драного, який налічував шість з половиною тисяч бійців. У кривавому герці загинув отаман Семен Олексійович Драний, з ним понад тисячу козаків. Решта булавінців, переважно запорожців, відступили до Бахмуту, де їх оточив Ізюмський полк. Полковник Шидловський наказав підпалити містечко, де й загинули всі козаки загону Семена Драного.